# Pedro Contreras
Pedro Contreras (* 7. Januar 1972 in Madrid) ist ein ehemaliger spanischer Fußball-Torwart.
Der gebürtige Madrilene Pedro Contreras startete seine Karriere beim Madrider Vorstadtclub Rayo Vallecano. Es folgten Engagements beim FC Málaga und Betis Sevilla in Andalusien, gekrönt vom Pokalsieg 2005 mit Betis. Nachdem er für die Saison 2007/2008 an den Zweitligisten FC Cádiz ausgeliehen war, beendete er seine Karriere und wurde Torwarttrainer bei seinem früheren Team Málaga CF.
Contreras gehörte dem spanischen Kader bei der WM 2002 in Japan und Südkorea an, kam jedoch zu keinem Einsatz. Sein Debüt in der spanischen Nationalmannschaft gab er am 16. Oktober 2002 beim 0:0 gegen Paraguay – es war sein einziger Auftritt im Nationaltor.

## Titel
- 1994 – 1995 Primera División - Spanischer Meister
- 1997 – 1998 Europapokalsieger
- 2005 – Copa del Rey

| Personendaten    | Personendaten             |
| ---------------- | ------------------------- |
| NAME             | Contreras, Pedro          |
| ALTERNATIVNAMEN  | Contreras                 |
| KURZBESCHREIBUNG | spanischer Fußballspieler |
| GEBURTSDATUM     | 7. Januar 1972            |
| GEBURTSORT       | Madrid                    |